# Else-Marthe Sørlie Lybekk
Else-Marthe Sørlie Lybekk (Gjøvik, 11 de septiembre de 1978) es una exjugadora de balonmano noruega. Consiguió 2 medallas olímpicas, 1 de oro y otra de bronce.